# Jenova Chen
Jenova Chen (en chinois : 陈星汉), né Xinghan Chen le 8 octobre 1981, est un game designer, cofondateur du studio de développement thatgamecompany.

## Biographie
Jenova Chen, qui a grandi à Shangai, est diplômé en 2006 d'un Master of Fine Arts en Interactive Media à l’école de cinéma de l’Université de Californie du Sud. Lors de ses études, il conçoit Cloud, et fait équipe avec Kellee Santiago et d’autres étudiants pour son développement. À la suite du succès critique du jeu, Santiago et Chen fondent le studio de développement thatgamecompany en 2006. Ils concluent un accord avec Sony Computer Entertainment pour trois jeux publiés sur le PlayStation Network. Pendant un temps, Chen travaille à Maxis, mais quitte cette entreprise pour travailler à plein temps dans son studio.
La société devient une figure du jeu vidéo indépendant. En 2008, Gamasutra la place dans sa liste des développeurs les plus innovants de l'année (« 20 Breakthrough Developers »), soulignant le rôle-clé de Chen.

## Jeux
- 2005 : Cloud
- 2006 : flOw
- 2009 : Flower[1]
- 2011 : Journey
- 2019: Sky : Children of the Light[3]